# Sylvain Freiholz
Sylvain Freiholz född 23 november 1974 i Le Brassus i kantonen Vaud är en schweizisk tidigare backhoppare som deltog i 4 olympiska vinterspel och 6 Skid-VM. Han representerade Skiclub le Brassus.

## Karriär
Sylvain Freiholz debuterade internationellt i världscupen i Lake Placid i USA 2 december 1990. Han blev nummer 27 i debuttävlingen. Veckan efter blev han nummer 5 i världscuptävlingen i Thunder Bay i Kanada. Han startade i tysk-österrikiska backhopparveckan 31 december 1990 och blev nummer 6 i öppningstävlingen i Oberstdorf. Sammanlagt i backhopparveckan säsongen 1990/1991 blev han nummer 8, hans bästa placering. Han tävlade 12 säsonger i världscupen och var på prispallen en gång då han blev nummer två på hemmaplan i Engelberg december 1993. Sammanlagt i världscupen blev han som bäst nummer 23 säsongerna 1991/1992 och 1995/1996.
21 mars 1992 vann Sylvain Freiholz en silvermedalj under junior-VM i Vuokatti i Finland, bara slagen av Toni Nieminen som vann på hemmaplan. Freiholz vann silvermedaljen före Martin Höllwarth från Österrike.
Freiholz deltog i fyra vinter-OS, i Albertville i Frankrike 1992, i Lillehammer i Norge 1994, i Nagano i Japan 1998 och i Salt Lake City i USA 2002. Hans bästa resultat i en individuell OS-tävling kom i stora backen i Le Praz i Courchevel under OS i Albertville 1992. Hans bästa placering i en lagtävling under OS kom i Nagano 1998 då han tillsammans med det schweiziska laget blev nummer 6 i stora backen i Hakuba.
Sylvain Freiholz deltog i 6 Skid-VM, i Falun i Sverige 1993, Thunder Bay i Kanada 1995, Trondheim i Norge 1997, Ramsau am Dachstein i Österrike 1999, Lahtis i Finland 2001 och i Val di Fiemme i Italien 2003. 
Freiholz var nära att vinna medaljer under Skid-VM 1995 i Thunder Bay. I öppningstävlingen i normalbacken blev han nummer fyra, endast 3,5 poäng från prispallen. I lagtävlingen blev schweizarna nummer 5. Två år senare, i Trondheim 1997 fick Freiholz sin medalj. Han vann bronsmedaljen i stora backen, 14,8 poäng efter segrande Masahiko Harada från Japan och 7,6 poäng efter Dieter Thoma från Tyskland.
Sylvain Freiholz startade i VM i skidflygning 4 gånger, i Letalnica i Planica i Slovenien där han blev nummer 15, i Kulm i Bad Mitterndorf i Österrike där han slutade på 30:e plats, i Heini Klopfer-backen i Oberstdorf i Tyskland där han fick en 27.e plats och i Čerťák i Harrachov i Tjeckien där han blev nummer 25.
Freiholz startade i sin sista världscuptävling i Planica 22 mars 2003.

## Senare karriär
Efter avslutad backhoppskarriär har Freiholz varit verksam som urmakare hos sin mångåriga sponsor Audemars Piguet.